# Medium Power Radar

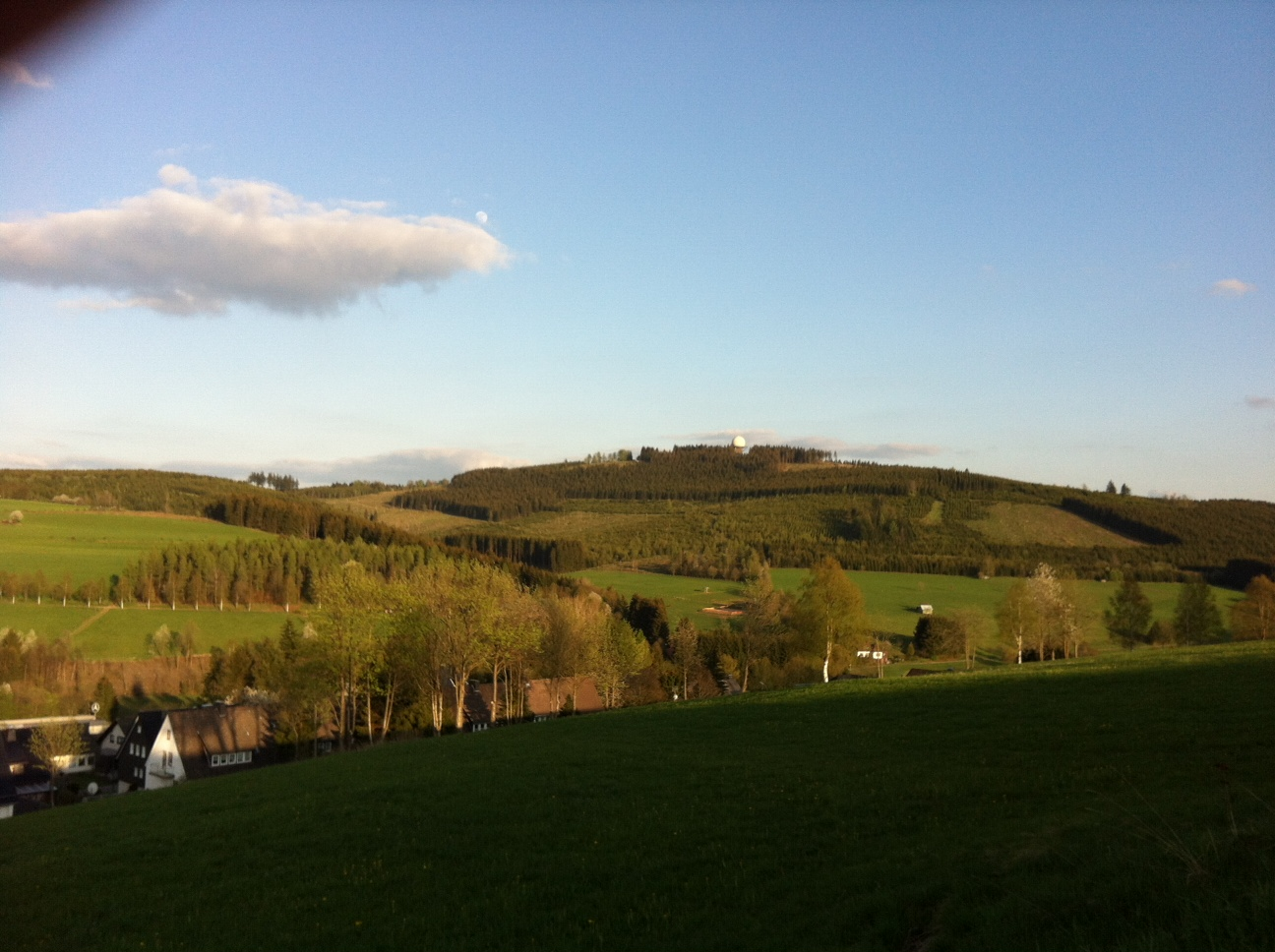
MPR mit Radom Stabs- und Unterstützungskompanie 22 in Erndtebrück

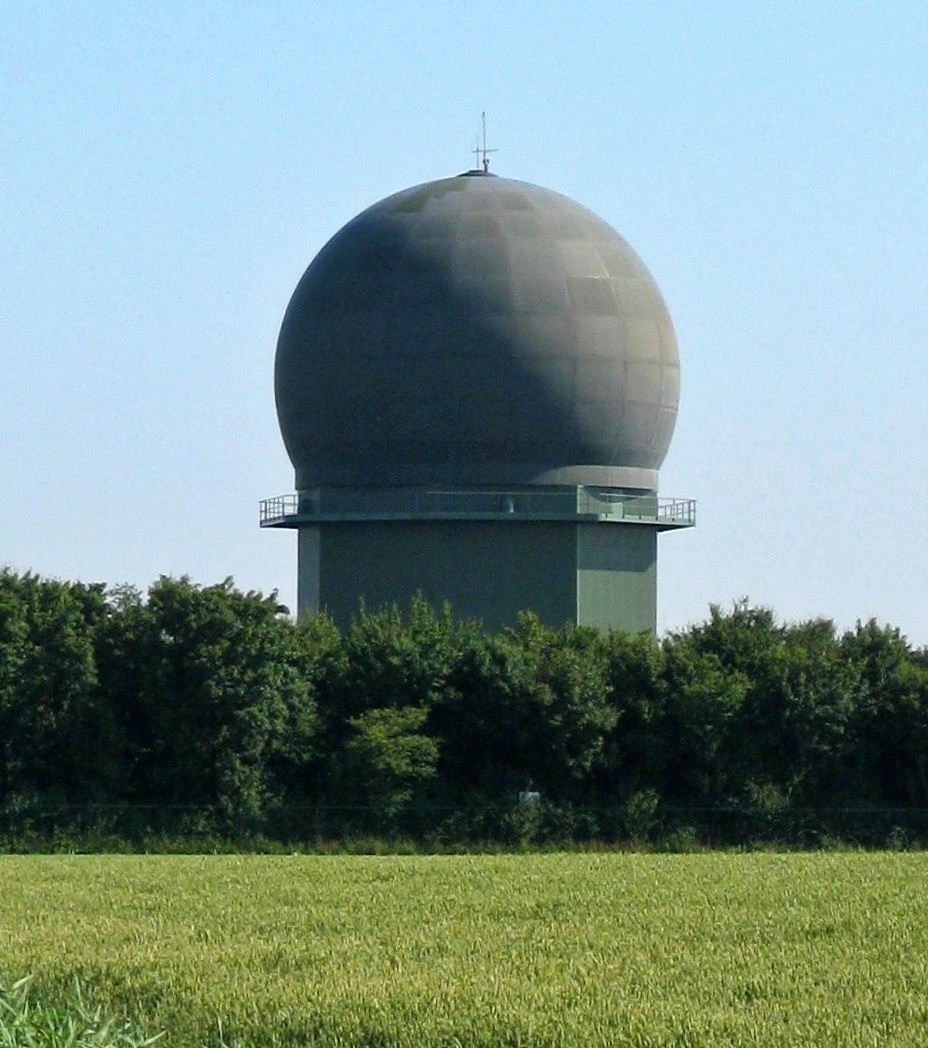
MPR der Niederländisch-Königlichen Luftwaffe

Das Medium Power Radar (MPR) ist ein ortsfestes 3D-Radargerät der Luftverteidigung in der Stacked-beam-Bauform. Operationeller Nutzer in Deutschland war zwischen ca. 1970 und 2015 der Einsatzführungsdienst der Deutschen Luftwaffe. Weitere Radargeräte der Luftwaffe sind RRP 117, HADR (Radar), RAT 31DL und GM 406F.

## Systembeschreibung
Die einzelnen Sensor-Komponenten sind in einem mehrstöckigen Gebäude untergebracht. Um die erforderliche Hochfrequenzausgangsleistung zu erreichen, wird ein Klystron TV2030 verwendet, das mit der außergewöhnlich hohen Spannung von 265 kV arbeitet. Die Antenne wird durch ein wetterschützendes Radom bedeckt. Es wurde aus dem französischen Radargerät TRS 2201 (THD 1955) speziell für Deutschland weiterentwickelt. Die sechs in Deutschland stationierten Geräte wurden durch den französischen Hersteller Thomson CSF (jetzt Thales Group) unter Verwendung von Baugruppen von AEG-Telefunken und Siemens in den 1970er Jahren aufgebaut.
Im Sendeteil wird die Leistung durch die Verteilung auf eine Reihe von vertikal angeordneten Hornstrahlern in mehrere vertikal gestaffelte Sende-Keulen aufgeteilt, womit ein Cosecans²-Diagramm erreicht wird. Im Empfangsfall werden die zwölf verschiedenen Empfangssignale, die jeweils einem Elevationswinkelbereich entsprechen, verglichen und hieraus der Elevationswinkel berechnet.
Der Radarantennenreflektor hat eine Breite von über 16 Metern und eine Höhe von rund sechs Metern, bei einer Fläche von rund 96 Quadratmetern und einem Gewicht von über 3,8 Tonnen.

## Namensgebung
Dem Namen Medium Power Radar (also ein Radar mittlerer Leistung) widersprechend war dieses Radar mit einer Impulsleistung von 20 Megawatt das mit Abstand leistungsstärkste Luftverteidigungsradar Deutschlands.

## Dislozierung in Deutschland
In Deutschland waren sechs Radargeräte vom Typ MPR in Betrieb. Die MPRs unterstanden zuletzt dem Einsatzführungsdienst der Luftwaffe (EinsFüDstLw):
| Bezeichnung                                  | Standort     | Unterstellung                          | Nutzung von        | Nutzung bis        |
| -------------------------------------------- | ------------ | -------------------------------------- | ------------------ | ------------------ |
| Stabs- und Unterstützungskompanie 22         | Erndtebrück  | Einsatzführungsbereich 2 (EinsFüBer 2) |                    | 6. Januar 2014     |
| Abgesetzter Technischer Zug 245 (AbgTZg 245) | Brekendorf   | Einsatzführungsbereich 2 (EinsFüBer 2) | 1972               | 12. Mai 2014       |
| AbgTZg 242                                   | Visselhövede | Einsatzführungsbereich 2 (EinsFüBer 2) | 1971               | 5. Juli 2013       |
| AbgTZg 243                                   | Auenhausen   | Einsatzführungsbereich 2 (EinsFüBer 2) | 1971               | 10. Oktober 2011   |
| AbgTZg 247                                   | Lauda        | Einsatzführungsbereich 2 (EinsFüBer 2) | 18. September 1972 | 11. Februar 2013   |
| AbgTZg 248                                   | Freising     | Einsatzführungsbereich 2 (EinsFüBer 2) | 1972               | 20. September 2015 |

Die Umrüstung der MPR-Stationen auf Sensoren vom Typ Ground Master 406F des Herstellers ThalesRaytheonSystems wurde im Jahr 2015 abgeschlossen.

## Technische Daten
| Technische Daten MPR  | Technische Daten MPR  |
| --------------------- | --------------------- |
| Frequenzbereich       | E -Band               |
| Pulswiederholzeit     | 4 ms                  |
| Pulswiederholfrequenz | 250 Hz                |
| Sendezeit (PW)        | 4 µs                  |
| Empfangszeit          | 3200 µs               |
| Totzeit               | ...                   |
| Pulsleistung          | 20 MW                 |
| Durchschnittsleistung | ca. 20 kW             |
| angezeigte Entfernung | bis 480 km ca. 250 NM |
| Entfernungsauflösung  | 600 m                 |
| Öffnungswinkel        | 0,45°                 |
| Trefferzahl           | 2,85                  |
| Antennenumlaufzeit    | 10 s                  |

Die Hauptantenne ist etwa sechzehn Meter breit und sechs Meter hoch.